# Frederik Sødring

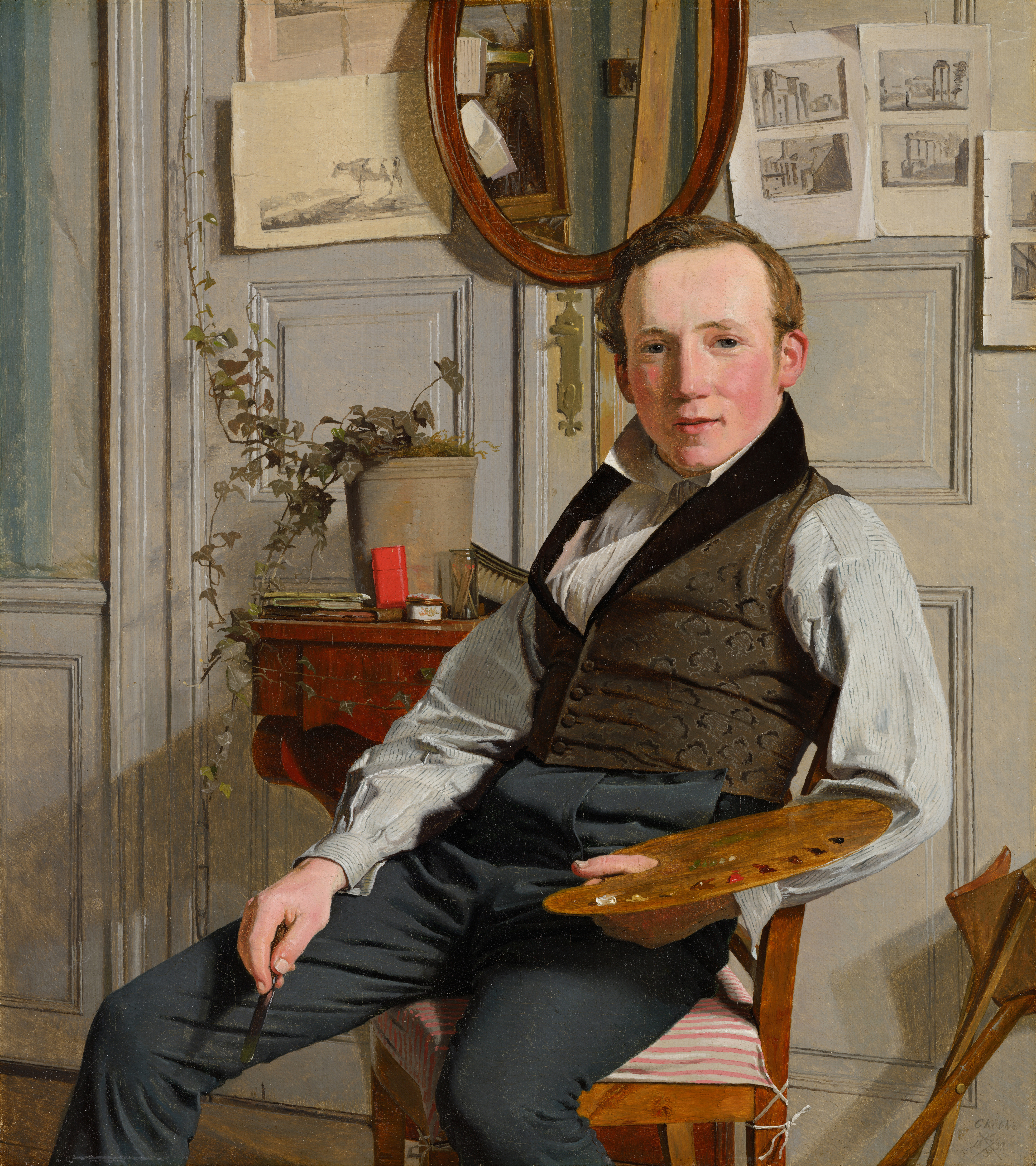
Frederik Sødring retratado por Christen Købke

Frederik Hansen Sødring (Aalborg, 31 de mayo de 1809-Hellerup, 18 de abril de 1962) fue un pintor paisajista de Dinamarca.
Su madre era Ane Dorthea Jepsen y su padre el mercante Peter Hansen Sødring. Frederik pasó gran arte de su vida en Noruega antes de ingresdar en la Real Academia de Bellas Artes de Dinamarca donde recibió gran influencia de Johan Christian Dahl. Siguió formándose en Múnich visitando diferentes sitios de Baviera y el Tirol como refleja en varios de sus cuadros.
Se casó en con Henriette Marie de Bang, cuya familia eran ricos terratenientes de Næstved, recibiendo una substanciosa dote.